# Loxothylacus brachythrix
Loxothylacus brachythrix is een krabbezakjessoort uit de familie van de Sacculinidae. De wetenschappelijke naam van de soort is voor het eerst geldig gepubliceerd in 1940 door Boschma.